# Combe d'Ain

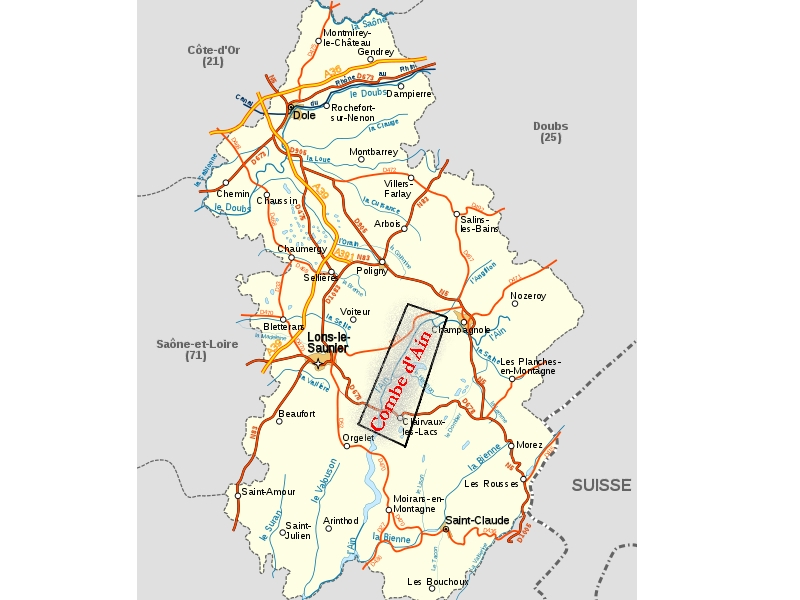
Localisation de la combe d'Ain dans le Jura

La combe d'Ain est une partie du Jura central constituée par une dépression sédimentaire glaciaire et lacustre que traverse l'Ain de Crotenay (au-delà de Champagnole) jusqu'à Largillay-Marsonnay (rive droite de l'Ain) / Barésia-sur-l'Ain et Thoiria (rive gauche), au nord de Moirans-en-Montagne et du barrage de Vouglans.
Orientée du nord au sud comme le Massif jurassien, la combe d'Ain occupe un territoire assez limité et étroit (25/30 km de long sur 4/6 km de large) qui a été occupé dès la préhistoire au néolithique et utilisé comme lieu de passage et d'implantation tout au long de l'Histoire.

## Géographie

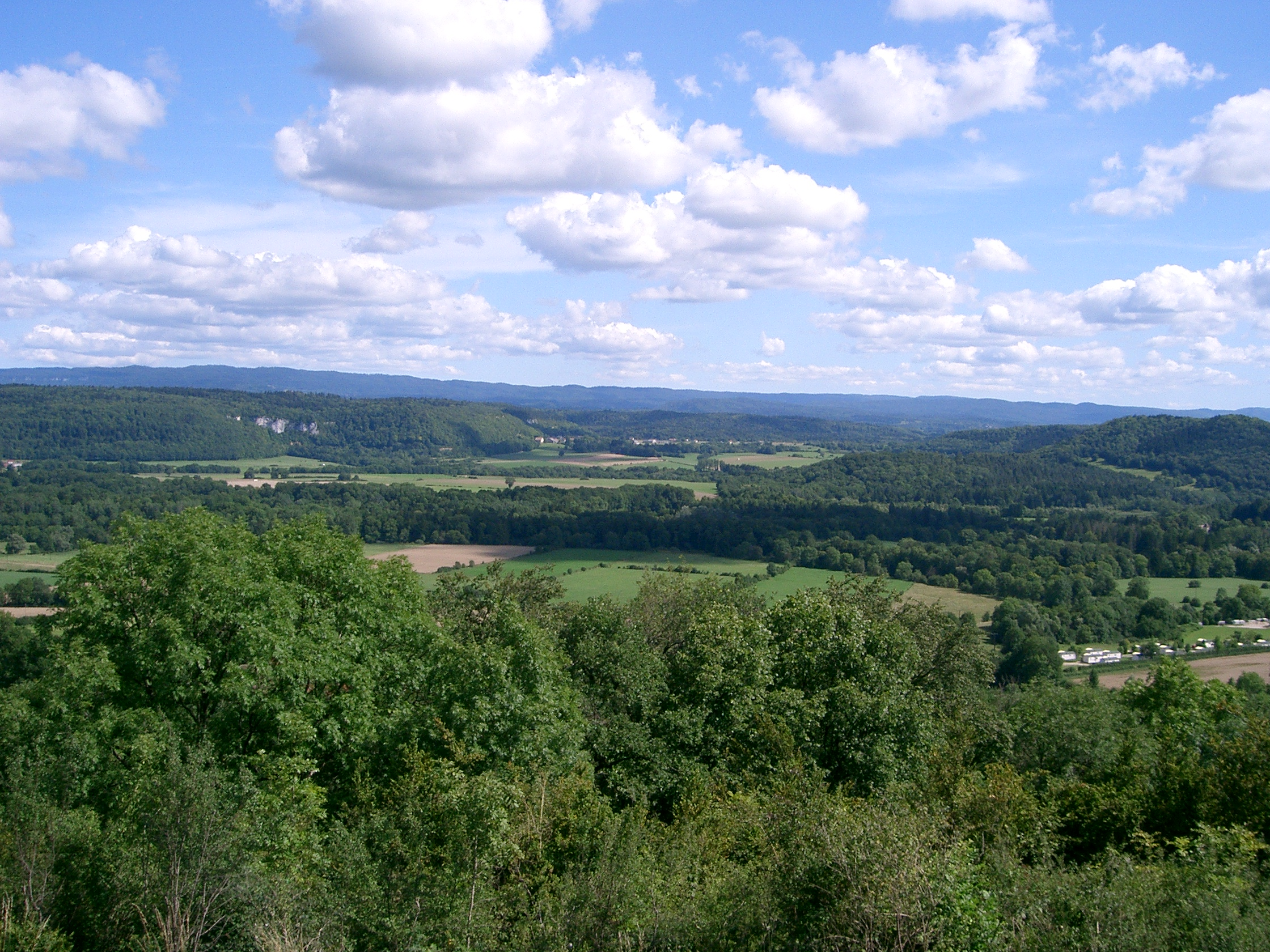
La combe d'Ain vue depuis le belvédère de Châtillon

La combe d'Ain porte une dénomination trompeuse : bien que située dans le massif du Jura, elle n'est cependant pas une combe typique du relief jurassien, qui serait créée par une érosion creusant le sommet d'un mont en longueur et formant une boutonnière encadrée par des crêts. Au contraire, il s'agit en effet d'une vallée glaciaire, d'une dépression monoclinale d'orientation NNE-SSW de 25/30 km de long sur 4/6 km de large, parcourue par l'Ain qui lui donne son nom et dont l'altitude moyenne est de 500 mètres. Cette dépression créée par la rivière de l'Ain, est bordée à l'est par le plateau de Champagnole dont le bord entaillé de petites reculées a une altitude d'environ 600 m et à l'ouest par la côte de l'Heute qui atteint 750 m d'altitude.
La dépression est occupée par des sédiments glaciaires et des moraines : elle a été dessinée par un glacier ancien avant de devenir il y a 20 000 ans, au maximum de la glaciation de Würm, un vaste lac proglaciaire (en avant du glacier et alimenté par la fonte de celui-ci) qui s'est résorbé quand le verrou sud a cédé.
Sa limite nord a été constituée par la langue glaciaire de Champagnole qui est venue buter sur le Montsogeon et a laissé en se retirant les rides morainiques frontales en croissant des gravières actuelles de Crotenay. La limite sud est liée à la langue glaciaire d'Orgelet, c'est-à-dire à Barésia-sur-l'Ain/Largillay où commencent les gorges actuelles de l'Ain.

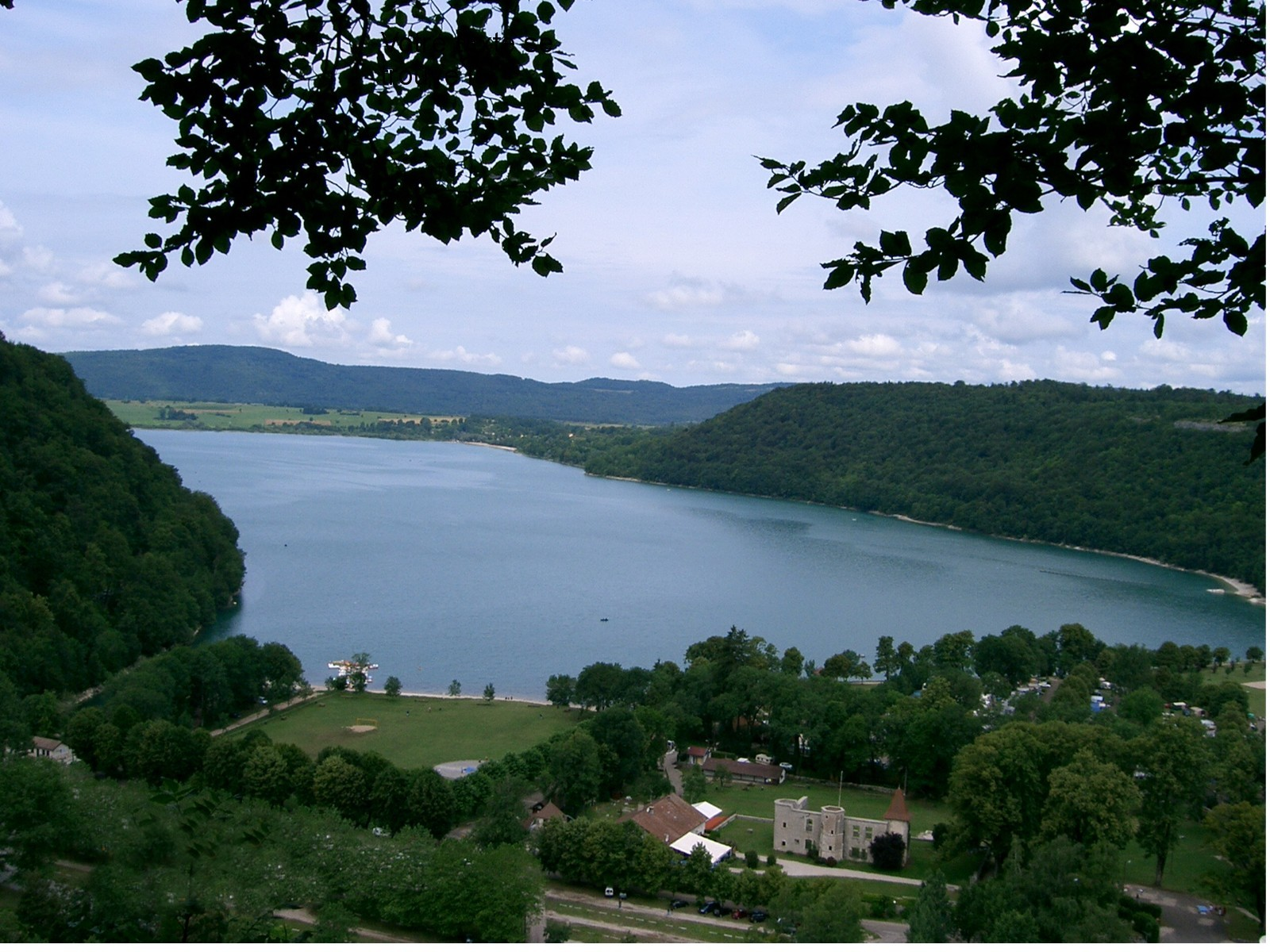
Reculée du lac de Chalain avec à l'arrière-plan la combe d'Ain et la côte de l'Heute

Si le flanc sud de la côte de l'Heute est assez rectiligne, les avancées du glacier de Champagnole à l'est ont constitué des lobes de résistance avec des 'langues glaciaires' qui ont apporté des 'dépôts de delta' et creusé des reculées. L'une des plus importantes est la langue glaciaire de Doucier qui a creusé la dépression du lac de Chalain avec la moraine frontale du Villard à Marigny (Jura) et un peu plus loin la dépression/reculée du Hérisson avec les lacs du Val et de Chambly et que ferme partiellement la moraine de Doucier. Un peu plus au sud, la langue glaciaire de Clairvaux-les-Lacs, responsable de la reculée du Drouvenant et celle de Clairvaux, a entraîné les dépôts deltaïques de Boissia et Barésia-sur-l'Ain et permis par l'imperméabilité des alluvions le maintien des lacs de Clairvaux-les-Lacs. Les lacs de la Combe d'Ain constituent ainsi la partie inférieure de la Région des lacs du Jura français.

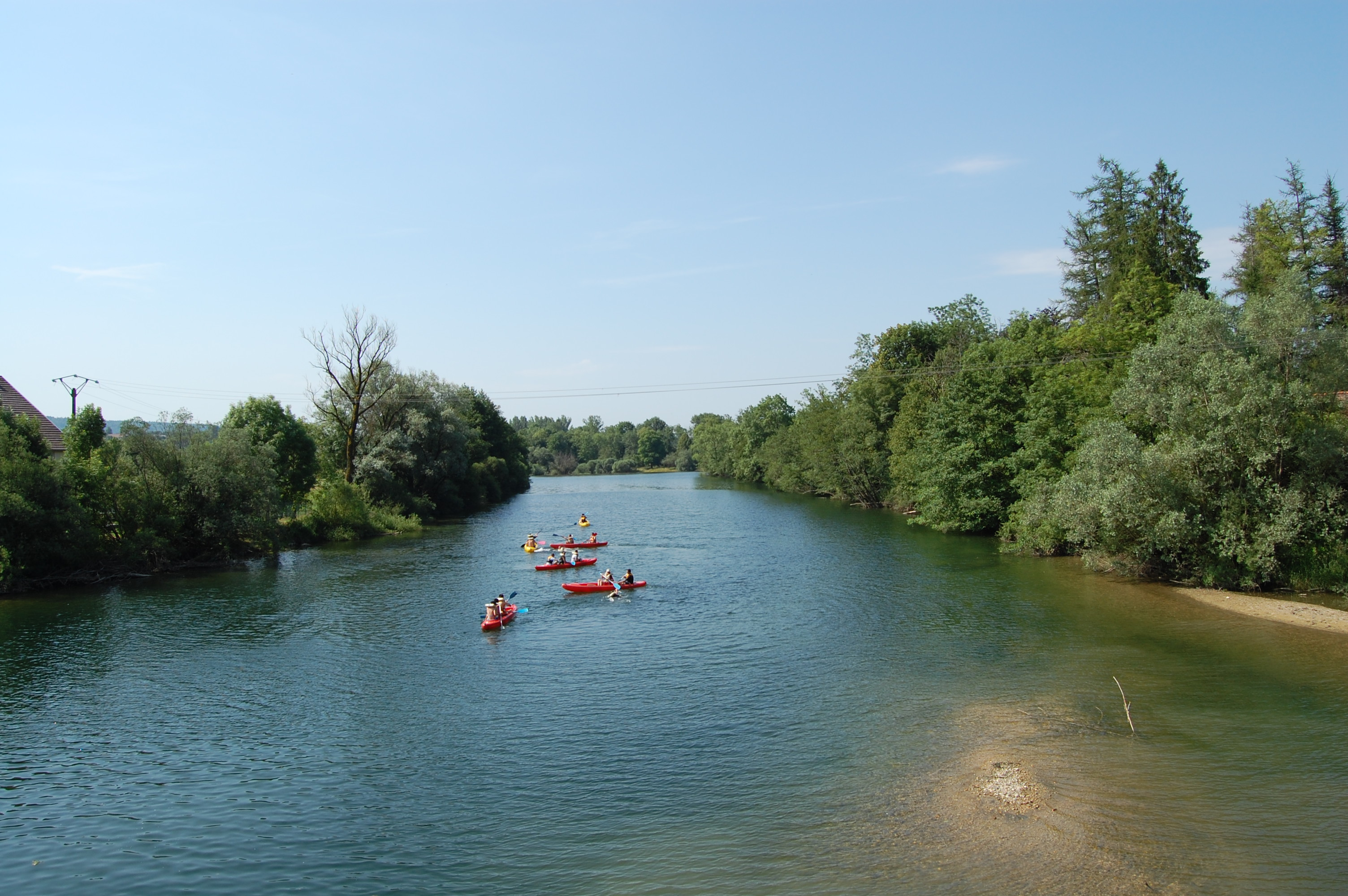
La rivière d'Ain à Pont-du-Navoy

Le cours actuel de l'Ain est assez rectiligne avec une pente assez faible : la rivière dessine cependant quelques méandres en rencontrant la moraine du Villard à Marigny ou la butte-témoin de Châtillon détachée de la côte de l'Heute.
La combe d'Ain représente une réelle unité géographique mais elle ne constitue pas un ensemble administratif : bien que ne comptant qu'une vingtaine de communes de petite taille - pour l'essentiel des villages de quelques centaines d'habitants et la bourgade de Clairvaux-les-Lacs de 1500 habitants - elle se divise en effet du nord au sud entre les cantons de Champagnole, de Clairvaux-les-Lacs, Conliège et Orgelet. Elle est aussi divisée entre diverses Communautés de communes.

## Histoire

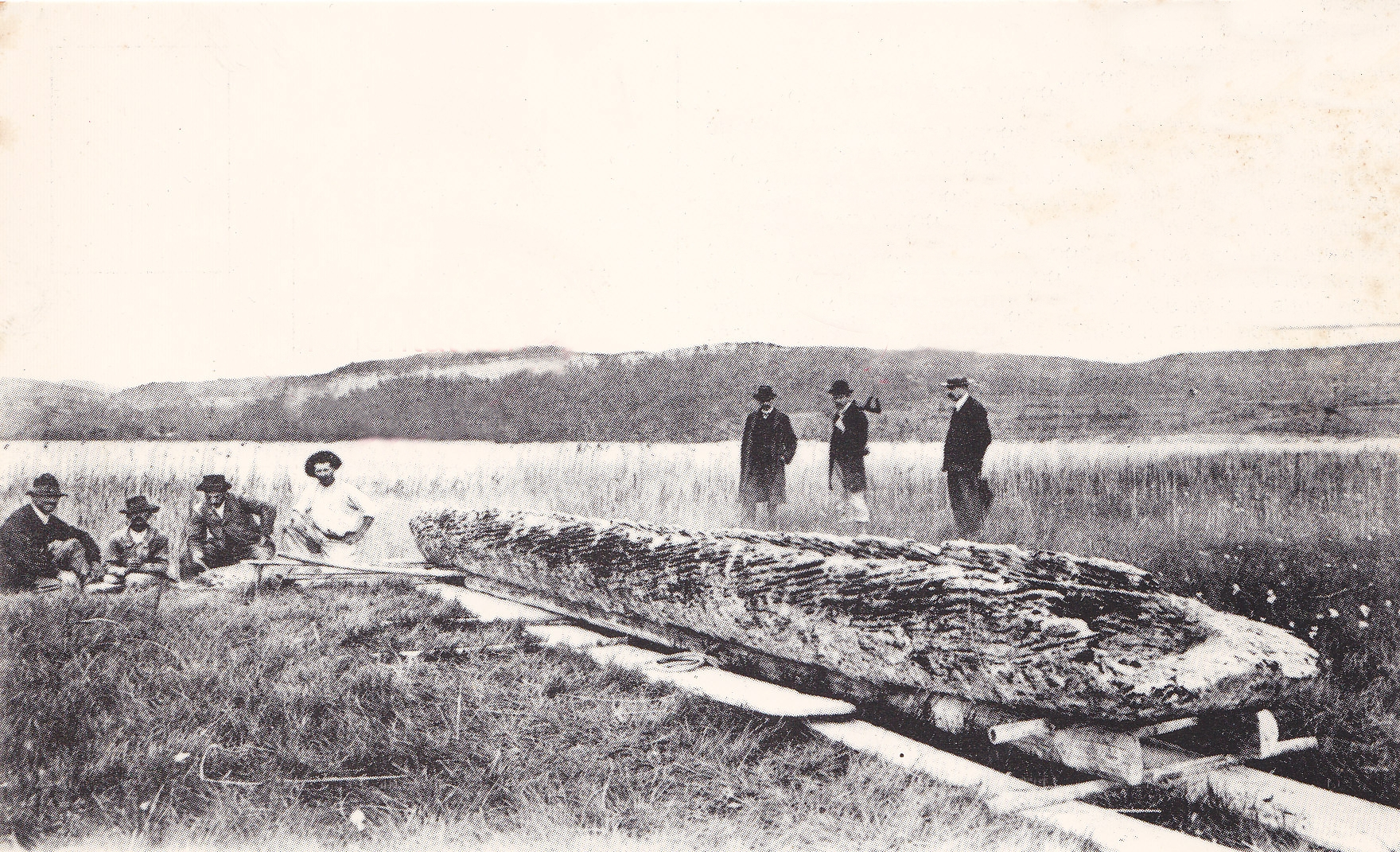
Découverte de la pirogue de Chalain en 1904 (âge du bronze final, 1000 av. J-C.)

La présence humaine dans la Combe d'Ain est très ancienne : elle remonte en effet aux installations palafittes au bord des lacs de Chalain  et de Clairvaux-les-Lacs. Les vestiges des cités lacustres révèlent une implantation s'étendant du Néolithique jusqu'à l'Âge du bronze (de -4000 à -750).
L'occupation romaine est aussi attestée par différents vestiges comme le trésor monétaire de Meussia avec ses pièces datant des premiers empereurs romains , ou le pont romain à La Tour-du-Meix  comme par la toponymie (Le Villard – Monnet-la-Ville - Marigny de Mariniacus, dérivé de 'Marinius', gentilice romain qui lui-même dérive du surnom 'Marinus'). On a même situé la bataille qui a précédé le Siège d'Alésia à Crotenay !.
La vallée orientée globalement nord-sud a été aussi une voie de passage pour les différents groupes germaniques au moment des grandes invasions : de nombreux tumulus recèlent les sépultures de guerriers burgondes ou alamans qui se sont affrontés dans une bataille au IVe-Ve siècle. Les cimetières mérovingiens de Crotenay et de Monnet-la-Ville dont les objets découverts lors de fouilles sont au musée archéologique de Champagnole sont un autre témoignage de l'occupation de la vallée dans le haut Moyen Âge.
La période féodale voit la construction de châteaux forts placés sur les hauteurs pour contrôler la vallée. Démantelés au cours du temps, surtout aux XVIe et XVIIe siècles (guerres de religion et conquête de la Franche-Comté), il n'en reste que des ruines : Montsaugeon à Crotenay, le château existant au XIIe il a été démoli en 1674 sur ordre de Louis XIV, château de Monnet ou sur l'Haÿ à Montigny-sur-l'Ain, à Châtillon, édifice du IXe - Xe siècle ?, mentionné en 1130 et ruiné en 1639 , château médiéval de Mirebel du XIIe s., fief des comtes de Vienne jusqu’au XVe siècle, puis des Chalon-Arlay, ruiné par Louis XI en 1479, puis par Henri IV en 1595.
La vallée est traversée par des axes importants qui remontent aux voies romaines comme la liaison Lons-le-Saunier – Champagnole  de Pont-du-Navoy à Crotenay (route puis voie ferrée aujourd'hui désaffectée) ou la liaison Saint-Claude – Orgelet au sud. Les plus gros villages ont longtemps été animés par des foires localement importantes (foire au bétail en particulier comme à Pont-du-Navoy le 19 septembre). 

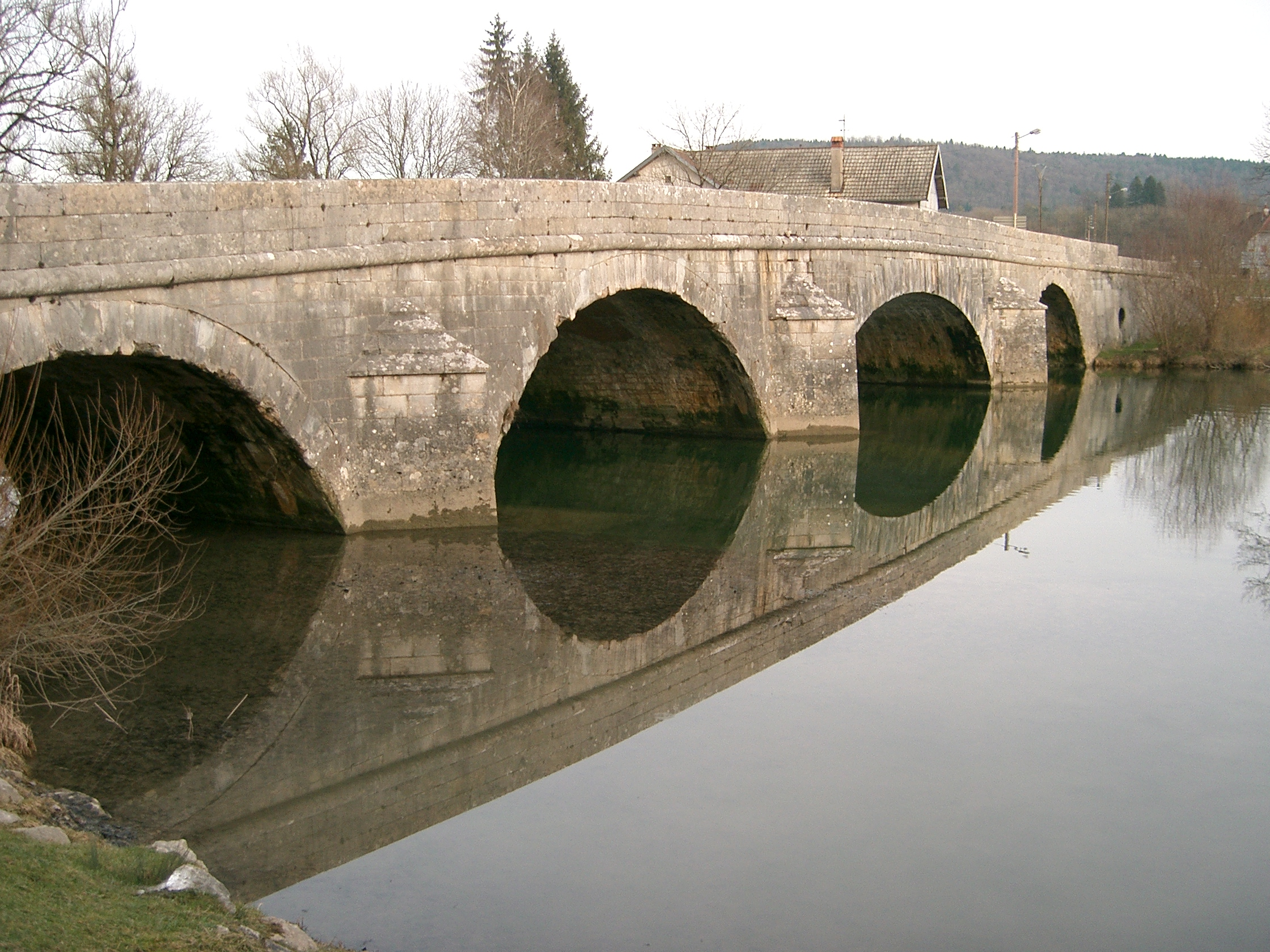
Pont-du-Navoy : le pont sur l'Ain

L'Ain (on dit localement « la rivière d'Ain ») a cependant toujours constitué un obstacle à la circulation : on traversait la rivière en bac avant la construction de ponts en bois au Moyen Âge comme à Pont-du-Navoy (le "navoy " qui a donné son nom au village était une barque de passage) : le pont est mentionné pour la première fois en 1452, il ne sera construit en pierre  qu'au XVIIIe siècle — portée de 51 m, quatre travées -). C'est en effet au XVIIIe siècle que l'on bâtit en pierre des ponts qui existent encore comme à Pont-de-Poitte (45m, 3 travées) en 1716 ,) ou à Châtillon en 1797 (détruit par les glaces en 1833, il sera reconstruit chichement en 1848 avec une seule voie . Plus au sud, à la fermeture de la combe d'Ain, le pont de la Pyle a eu une histoire mouvementée : il existait un pont romain qui faute d'entretien a disparu et a été remplacé par un bac. Au XVIIIe siècle une construction en pierre est abandonnée et l'on bâtit plusieurs ponts de bois de 1783 à 1870 environ, finalement ruinés et remplacés par un bac. Finalement ce n'est qu'au début du XXe siècle que l'on construit un pont à plancher en bois et tablier de fer. Ce dernier sera remplacé en 1968 par un pont en béton de 350 mètres en trois arches rendu nécessaire par le lac de retenue qui occupe la vallée de l'Ain depuis l'édification du barrage de Vouglans .

## Économie

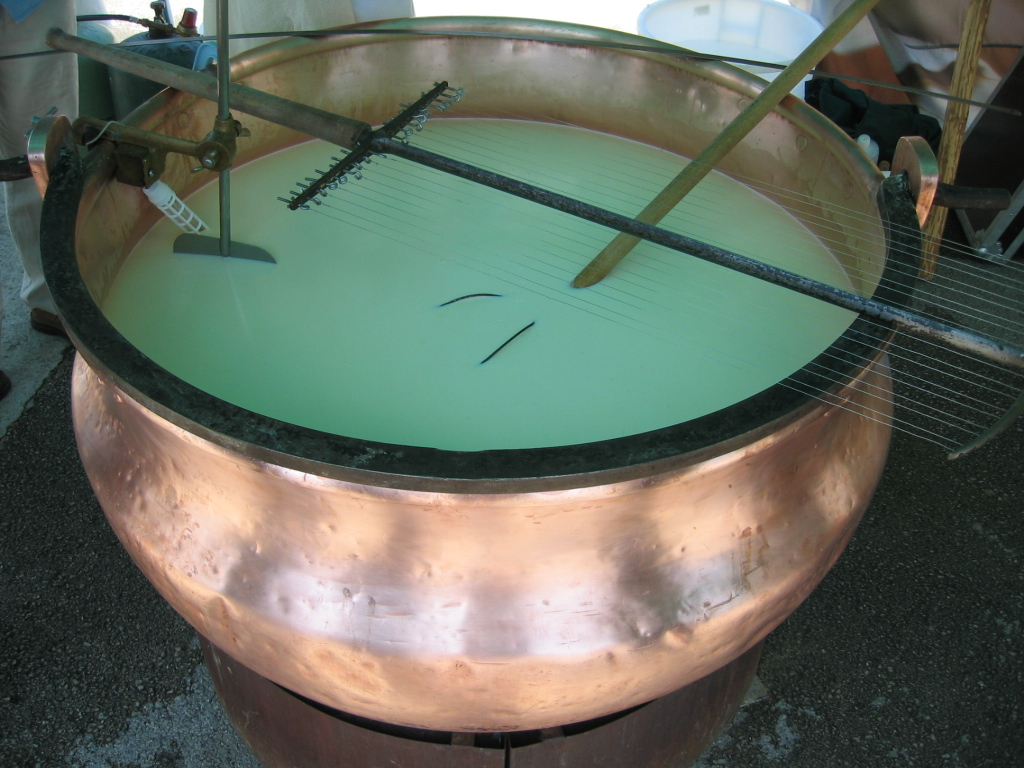
Fabrication du comté

La Combe d'Ain est aujourd'hui un lieu de polyculture et surtout d'élevage bovin de race montbéliarde dont le lait sert à la fabrication du fromage de comté comme à Pont-du-Navoy, Monnet-la-Ville, Doucier ou Largillay.
Au sud le barrage de Vouglans mis en service en 1970 a modifié le paysage par son lac de retenue au-delà de Pont-de-Poitte et entraîné la réorganisation des voies de communication comme avec le pont de la Pyle ; il a également favorisé le tourisme de plage sur les bords du lac de Vouglans en synergie administrative avec les installations du lac de Chalain. Parallèlement, un 'tourisme de pays' se développe avec la découverte des sites jurassiens (lac de Chalain, Cascades du Hérisson, Région des lacs…) qu'enrichit la visite d'installations artisanales comme les fruitières traditionnelles où se fabrique le comté (fruitière 1900 à Thoiria ) ou les scieries, tourneries ou boisselleries liées à l'exploitation forestière de la région.
C'est aussi un centre d'extraction de graviers et de sables important : on exploite les dépôts de delta des glaciers à Crotenay, Charcier ou Marsonnay. Des aménagements hydroélectriques participent également à l'activité économique de la vallée : le petit barrage de Blye construit en 1955 alimente une petite centrale électrique comme une dérivation de la rivière à Pont-du-Navoy et la canalisation du Bief de l'Œuf, déversoir du lac de Chalain.